# Florida, Uruguay
Florida är en stad i departementet Florida i södra Uruguay. Florida är departementets administrativa huvudort.